# 阿仁查干淖日
阿仁查干淖日，又名查岗诺尔或塔苏波鲁湖，是位于中国内蒙古自治区呼伦贝尔市新巴尔虎左旗吉布胡郎图苏木的一个湖泊。其位置约在东经117°54′，北纬48°46′。湖面海拔550米，面积达1.4平方公里。该湖的沉积物主要为芒硝和石盐。阿仁查干淖日在蒙古语中的意思是后坡的白湖。